# Stazione di Potenza San Rocco
La stazione di Potenza San Rocco è la fermata ferroviaria a servizio dell'omonimo rione della città di Potenza. La stazione è sotto la gestione delle FAL.

## Strutture e impianti
La fermata dispone di un fabbricato viaggiatori, che ospita la banchina e la pensilina.
È dotata di un binario passante utilizzato per il servizio viaggiatori.

## Movimento
Nella fermata fermano tutti i treni per Altamura, Bari, e quelli del servizio metropolitano di Potenza.